# 卡拉門德雷斯河

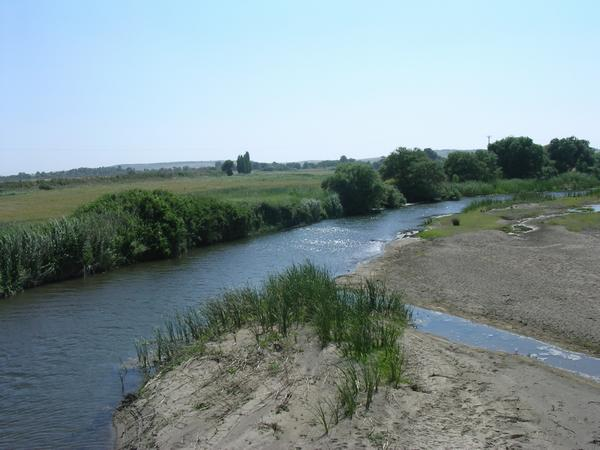

卡拉門德雷斯河是土耳其的河流，位於該國西北部，由恰納卡萊省負責管轄，河道全長224公里，流域面積約1,900平方公里，最終在特洛伊注入愛琴海。